# Religia w Macedonii Północnej

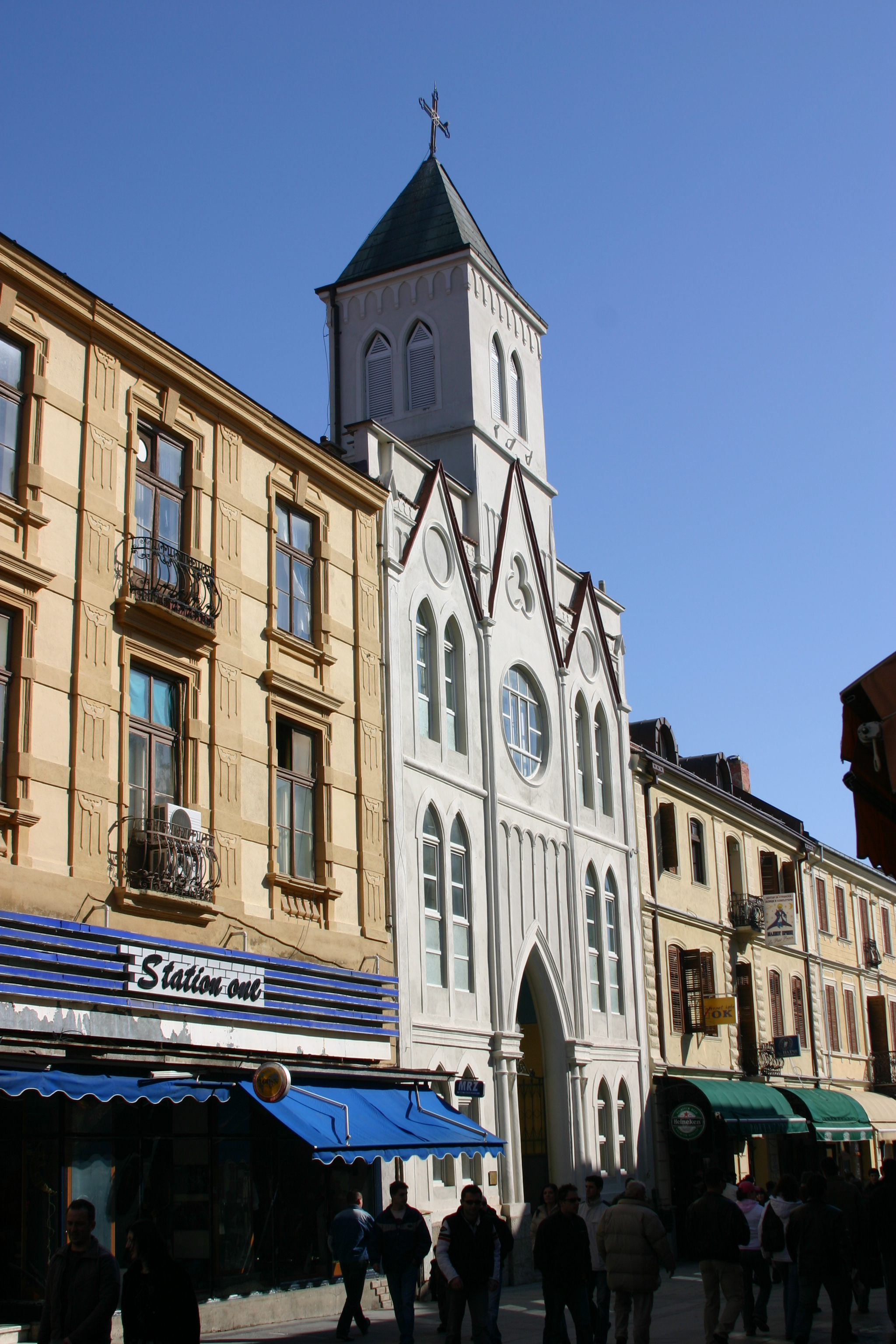
Kościół Rzymskokatolicki w Bitoli.

Konstytucja Macedonii Północnej gwarantuje wolność wyznania religijnego i rząd przestrzega tego prawa. Prawosławie jest zdecydowanie największym wyznaniem religijnym w Macedonii Północnej. Zgodnie z badaniami przeprowadzonymi przez Pew Research Center w 2010 roku: 59,3% mieszkańców Macedonii Północnej identyfikuje się jako chrześcijanie. Następnie 39,3% wyznaje islam, pozostali 1,4% nie są związani z żadną religią.
Obok prawosławia i islamu, w Macedonii Północnej działają także niewielkie społeczności katolików, protestantów, Świadków Jehowy i żydów.